# Papantla de Olarte
Papantlaⓘ de Olarte – miasto w Meksyku, w stanie Veracruz.